# 카믹

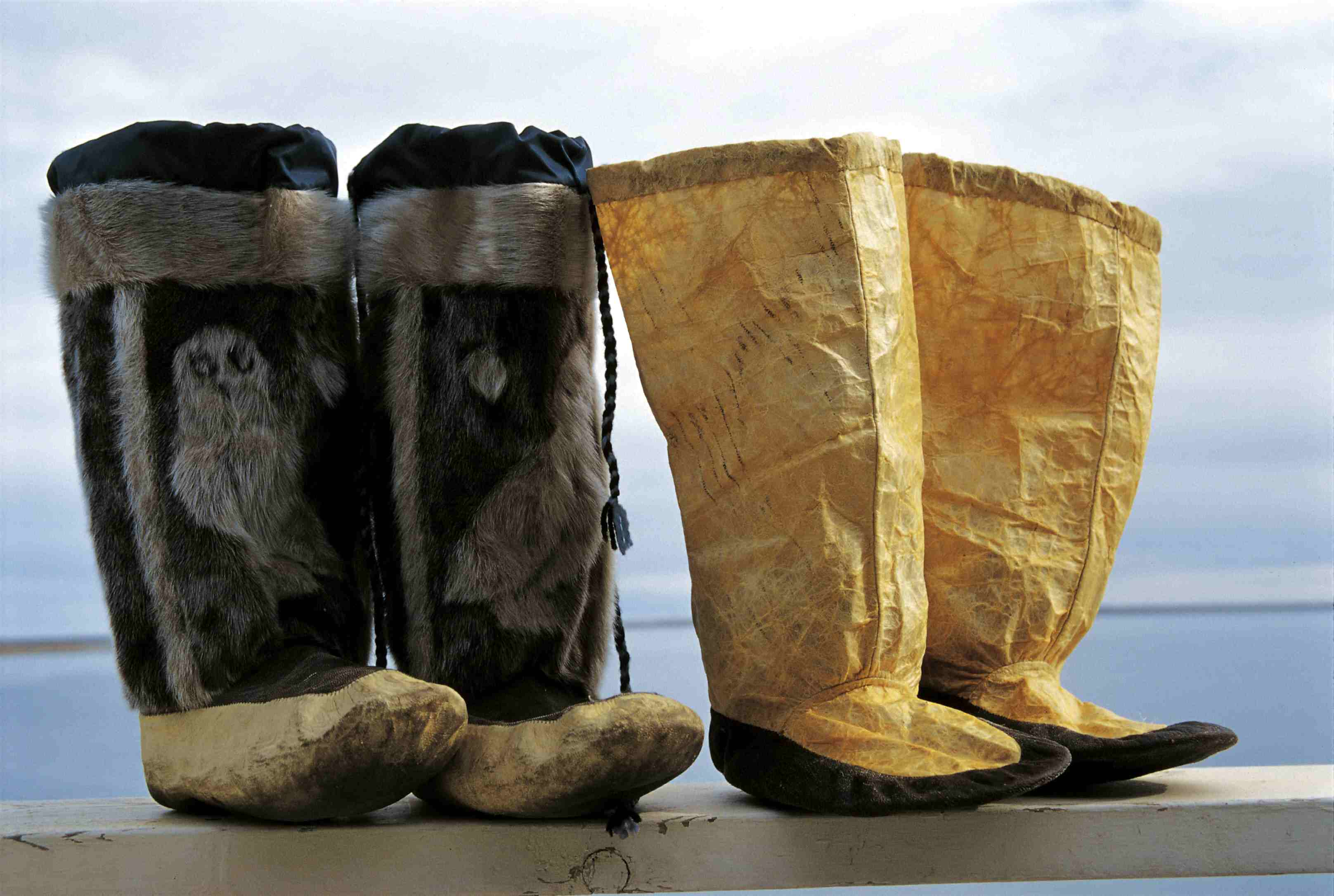

카믹(이누크티투트어: ᑲᒥᒃ [kaˈmik]) 또는 머클럭(영어: mukluk [ˈmʌklʌk][*])은 이누이트, 이누피아트, 유픽 등 북극 원주민들이 순록이나 기각류의 모피로 만드는 전통 신발이다.
넉넉한 크기로 만들어서 일반 신발의 바깥, 방호용 덧신의 안쪽 중간에 겹쳐 신는다. 원주민 신발의 디자인을 차용해서 현대적으로 만든 신발도 머클럭이라고 부른다.  머클럭이라는 말은 유픽어로 턱수염물범을 의미하는 maklak 에서 유래했고, 카믹은 이누이트어다.
북미대륙 북극 뿐 아니라 그린란드, 페노스칸디아, 시베리아 등 북극 및 아북극 지역에는 이와 비슷한 가죽장화가 널리 존재한다.